# Pharoah Sanders
Farrell “Pharoah” Sanders (Little Rock, 13 ottobre 1940 – Los Angeles, 23 settembre 2022) è stato un sassofonista statunitense.

## Biografia
Nato Farrell Sanders, inizia la sua carriera suonando il sax tenore in California, ad Oakland.
Si trasferisce a New York nel 1961. Lì suona con Sun Ra da cui riceve il nome d'arte Pharoah, in qualche caso indicato come Pharaoh, (=Faraone). Sale alla ribalta nel 1965, anno in cui entra nella band di John Coltrane, iniziando a sperimentare con quella musica che successivamente sarà conosciuta come free-jazz. Sempre nel 1965 registra con Coltrane Ascension, opera manifesto del free jazz, oltre che Meditations.
Partecipa nel 1968 all'incisione di Communications, album della JCOA: Jazz Composer's Orchestra Association di Mike Mantler e Carla Bley nel quale suona, usando le parole di John Zorn, "il più intenso e illuminante solo di sax tenore mai registrato". Ornette Coleman stesso lo "proclama" il miglior sax tenore al mondo.
Nel 1969 pubblica per la casa discografica Impulse! Records il suo album di maggior successo, Karma, che riscosse particolare gradimento di pubblico grazie alla presenza del brano The Creator Has a Master Plan, ripreso in seguito da numerosi artisti (Louis Armstrong in testa).
Pharoah Sanders è noto per il suo stile ricco di suoni violentissimi ed estremi e per l'utilizzo della tecnica "Sheets of Sound".
È deceduto il 24 settembre 2022, nella sua casa di Los Angeles, all'età di 81 anni.

## Discografia essenziale
- 1965 - Pharoah's First (ESP-Disk)
- 1966 - Tauhid (Impulse! Records)

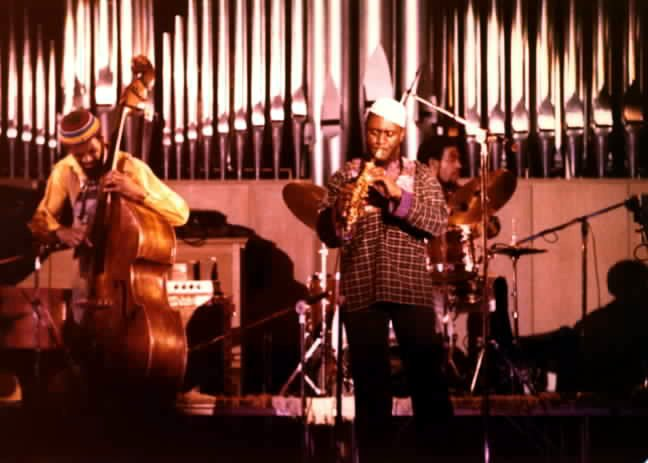
Pharoah Sanders (al centro) con Reggie Workman (sinistra) nel 1978.

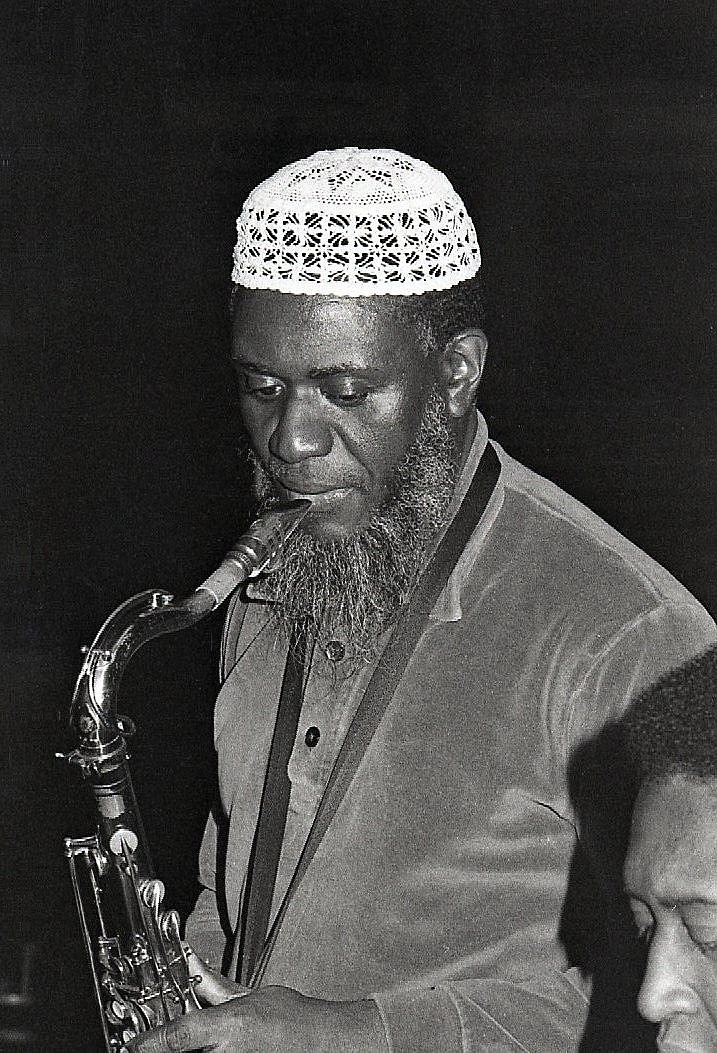
Pharoah Sanders nel 1981

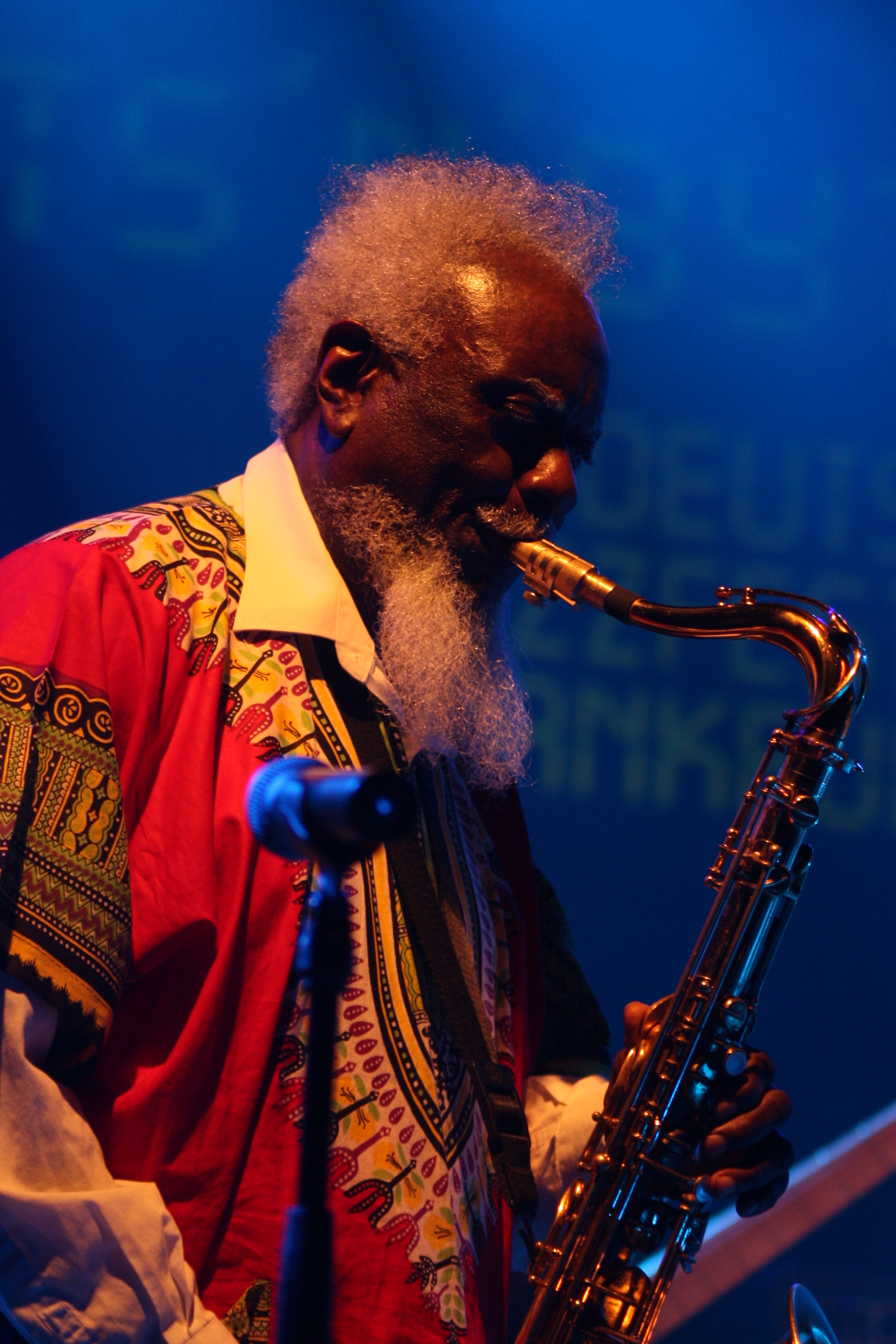
Sanders nel 2013

- 1969 - Izipho Zam (Strata-East Records) (pubblicato nel 1973)
- 1969 - Karma (Impulse! Records)
- 1969 - Jewels of Thought (Impulse! Records)
- 1970 - Deaf Dumb Blind (Summun Bukmun Umyun) (Impulse! Records)
- 1971 - Live at the East (Impulse! Records)
- 1971 - Black Unity (Impulse! Records)
- 1971 - Thembi (Impulse! Records)
- 1972 - Wisdom through Music
- 1973 - Elevation
- 1973 - Love In Us All
- 1977 - Pharoah (India Navigation)
- 1980 - Journey to the One
- 1981 - Beyond a Dream
- 1981 - Rejoice
- 1982 - Heart is a Melody
- 1987 - Africa
- 1990 - Welcome to Love (Timeless)
- 1994 - The Trance of Seven Colors
- 1996 - Message From Home
- 1998 - Save Our Children
- 2000 - Spirits
- 2003 - The Creator Has a Master Plan

### Con John Coltrane
- 1965 - Ascension
- 1965 - Meditations
- 1965 - Live in Seattle
- 1966 - Kulu Sé Mama
- 1966 - Live at the Village Vanguard Again!
- 1966 - Concert in Japan/Live in Japan
- 1967 - Om
- 1967 - Expression
- 1967 - The Olatunji Concert: The Last Live Recording

### Con altri
- 1965 - Ornette Coleman - Chappaqua Suite
- 1966 - Don Cherry - Symphony for Improvisers
- 1966 - Don Cherry - Where Is Brooklyn?
- 1968 - Jazz Composer's Orchestra - Communications con Cecil Taylor, Don Cherry, Larry Coryell, Gato Barbieri, Carla Bley e Mike Mantler.
- 1970 - Alice Coltrane - Ptah, the El Daoud
- 1970 - Alice Coltrane - Journey in Satchidananda
- 1991 - Sonny Sharrock - Ask the Ages
- 2003 - Bill Laswell - With A Heartbeat
- 2006 - Kenny Garrett - Beyond the Wall
- 2021 - Floating Points, The London Symphony Orchestra - Promises